# Jüdischer Friedhof (Rüdesheim am Rhein)

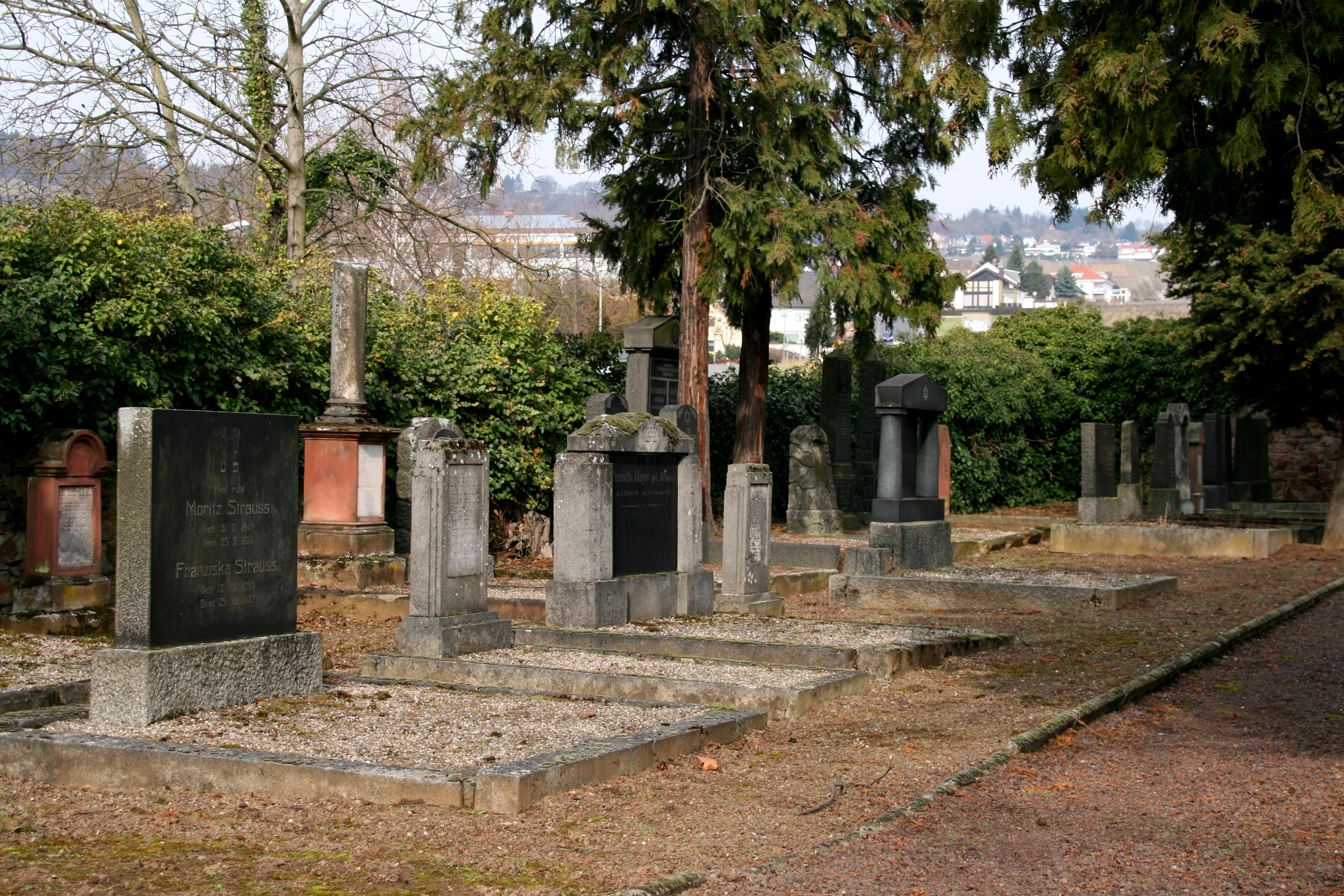
Jüdischer Friedhof in Rüdesheim a. Rh.

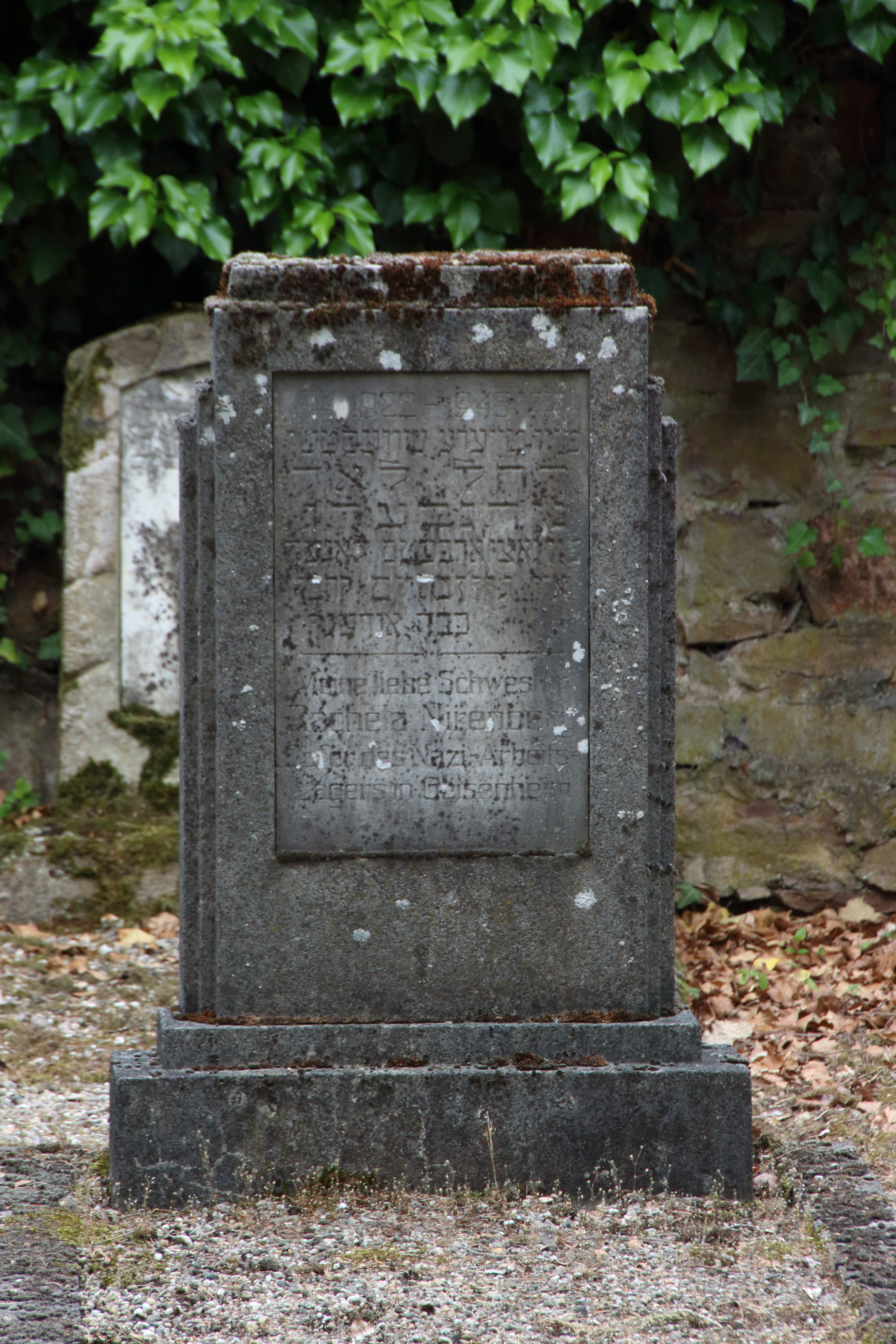
"Meine liebe Schwester Rachela Nirenberg, Opfer des Nazi-Arbeitslagers in Geisenheim" (1922–1945)

Der Jüdische Friedhof Rüdesheim befindet sich in Rüdesheim am Rhein im Rheingau-Taunus-Kreis in Hessen. Er liegt links neben dem kommunalen Friedhof an der Taunusstraße/Friedhofsweg.

## Geschichte
Bereits 1842 erhielt die jüdische Gemeinde Rüdesheim eine eigene Synagoge, 1848 bestand sie aus 16 Familien. Beigesetzt wurden die Mitglieder der jüdischen Gemeinden Rüdesheim und Geisenheim zunächst auf dem Jüdischen Friedhof Oestrich, bis um 1890 in Rüdesheim ein eigener jüdischer Friedhof entstehen konnte, der mit einer Mauer vom allgemeinen Friedhof abgetrennt wurde. Die Einweihung fand anlässlich einer ersten Beisetzung am 16. Mai 1892 durch Bezirksrabbiner Michael  Silberstein aus Wiesbaden statt. Die letzten Belegungen erfolgten 1945. Es handelte sich zum einen um Rachela Nirenberg (1922–1945), ein Opfer des KZ-Außenlagers Geisenheim. Das Lager Geisenheim war ein Außenlager des KZ Natzweiler-Struthof und versorgte die Kriegsgemeinschaft Krupp-Essen und Maschinenfabrik Johannisberg in Geisenheim mit Arbeitskräften. Der Grabstein wurde von ihrer überlebenden Schwester Sara Nirenberg gesetzt. Ebenfalls 1945 wurde Sarah Neuman († 17. Januar 1945) beigesetzt, wahrscheinlich auch ein Opfer des Außenlagers Geisenheim.
Die verbliebenen ca. 30 Grabsteine wurden im Jahr 2000 neu aufgerichtet.